# Seznam církevních skladeb, mší a motet W. A. Mozarta
Chrámová a duchovní hudba je velmi významnou součástí tvorby W. A. Mozarta. Z řady jeho mší se některé staly velmi oblíbené a dodnes se uvádějí i v koncertní podobě. Jde zejména o Korunovační mši KV 317 a Zádušní mši (Requiem) KV 626. Toto Mozartovo poslední dílo už autor nestihl dokončit. Dokončil ho jeho žák Franz Xaver Süssmayr (1766–1803).
Některé z kánonů uvedených v seznamu mají sice duchovní hudební formu (kánon), ale textový obsah je více než světský (viz kánon s názvem Leck mich im Arsch). Jde spíše o kuriozitu a štiplavý vtípek skladatele.
Některá chrámová díla však patří mezi vrcholná díla hudební literatury vůbec. V tomto seznamu jsou uvedena příslušná díla podle Köchelova seznamu.

## Seznam církevních skladeb, mší a motet W. A. Mozarta
| KV     | název |
| ------ | --- |
| 49     | Mše „Missa brevis“, SATB, [3 pozouny], smyčce a varhanní continuo G dur                                                                               |
| 65     | Mše „Missa brevis“, SATB, smyčce a varhany d moll |
| 66     | Mše „Dominicus“, SATB, pro 2 hoboje, 2 lesní rohy, 2[+2] trumpety a tympány, [3 trombóny], smyčce a varhanním continuem C dur                         |
| 115    | Mše „Missa brevis“ C dur |
| 116    | Mše „Missa brevis“ F dur |
| 139    | Mše „Missa solemnis“ C moll-dur |
| 140    | Mše „Missa brevis“ (nejisté) G dur |
| 167    | Mše „Trinity“ C dur |
| 192    | Mše „Missa brevis“ F dur |
| 194    | Mše „Missa brevis“ D dur |
| 220    | Mše „Missa brevis“ C dur |
| 257    | Mše „Credo“ C dur |
| 258    | Mše (Missa brevis) „Spaur“ C dur |
| 259    | Mše (Missa brevis) „Varhanní sólo“ C dur |
| 262    | Mše (Missa) „Longa“ C dur |
| 275    | Mše „Missa brevis“ B dur |
| 317    | Korunovační mše C dur |
| 337    | Mše „Missa solemnis“ C dur |
| 427    | Velká mše c moll |
| 626    | Zádušní mše „Rekviem d moll“ |
| 67     | Chrámová sonáta č.1, pro 2 housle, basso continuo Es dur                                                                                              |
| 68     | Chrámová sonáta č.2, pro 2 housle, basso continuo B dur                                                                                               |
| 69     | Chrámová sonáta č.3, pro 2 housle, basso continuo D dur                                                                                               |
| 144    | Chrámová sonáta pro varhany a smyčce D dur |
| 145    | Chrámová sonáta pro varhany a smyčce F dur |
| 212    | Chrámová sonáta pro varhany a smyčce B dur |
| 224    | Chrámová sonáta pro varhany a smyčce F dur |
| 225    | Chrámová sonáta pro varhany a smyčce A dur |
| 241    | Chrámová sonáta pro varhany a smyčce G dur |
| 244    | Chrámová sonáta pro varhany a smyčce F dur |
| 245    | Chrámová sonáta pro varhany a smyčce D dur |
| 263    | Chrámová sonáta pro varhany a smyčce C dur |
| 274    | Chrámová sonáta pro varhany a smyčce G dur |
| 278    | Chrámová sonáta pro varhany a smyčce C dur |
| 328    | Chrámová sonáta pro varhany a smyčce C dur |
| 329    | Chrámová sonáta pro varhany a smyčce C dur |
| 336    | Chrámová sonáta pro varhany a smyčce C dur |
| 34     | Ofertorium „Scande coeli limina“ pro SATB a Orchestr soprano solo, 2 trumpety a tympány, 2 housle, basso, varhany C dur                               |
| 47     | Ofertorium „Veni, Sancte Spiritus“ pro SATB, 2 hoboje,2 trumpety, tympány, smyčce a varhanní continuo C dur                                           |
| 47b    | Ofertorium |
| 72     | Ofertorium „Internatos mulierum“, SATB, pro 2 housle,basso continuo, varhany G dur                                                                    |
| 72a    | Allegro G dur |
| 117    | Ofertorium C dur |
| 177    | Ofertorium „Sub expositio venerabilli“ (od Leopolda Mozarta)                                                                                          |
| 198    | Ofertorium „Sub tuum praesidium“ |
| 222    | Ofertorium de tempore „Misericordias Domini“ d moll                                                                                                   |
| 260    | Ofertorium „Venite, Populi“ |
| 277    | Ofertorium „Alma Dei creatoris“ |
| 342    | Ofertorium „Benedicite angeli“ (od Leopolda Mozarta)                                                                                                  |
| 109    | Litaniae de Beata Maria Virgine (Lauretanae) |
| 125    | Litaniae de venerabili altaris sacramento |
| 195    | Litaniae Lauretanae D dur |
| 243    | Litaniae de venerabili altaris sacramento |
| 89     | Kánon pro 5 sopránů „Kyrie“ G dur |
| 89a,I  | Kánon pro 4 dechové nástroje A dur |
| 89a,II | 4 kánony „Hádanka“ |
| 226    | Kánon „O Schwester traut dem amor nicht“ (padělaný)                                                                                                   |
| 227    | Kánon „O wunderschoen ist Gottes Erde“ - Byrd (padělaný)                                                                                              |
| 228    | Dvojitý kánon „Ach, zu kurz“ |
| 229    | Kánon „Sie ist dahin“ |
| 230    | Kánon „Selig, selig alle“ |
| 231    | Kánon „Leck mich im Arsch“ |
| 232    | Kánon „Lieber Freistaedtler, lieber Gaulimauli“ |
| 233    | Kánon „Leck mir am Arsch fein recht“ |
| 234    | Kánon „Bei der Hitz“ |
| 347    | Kánon „Lasst uns ziehn“ |
| 348    | Kánon „V'amo di core teneramente“ |
| 507    | Kánon „Heiterkeit und Leichtes Blut“ F dur |
| 508    | Kánon „Auf das Wohl aller Freunde“ F dur |
| 553    | Kánon „Alleluja“ C dur |
| 554    | Kánon „Ave Maria“ F dur |
| 555    | Kánon „Lacrimoso son io“ a moll |
| 556    | Kánon „G'rechtelt's enk“ G dur |
| 557    | Kánon „Nascoso e il mio sol“ f moll |
| 558    | Kánon „Gehn ma in'n Prada“ B dur |
| 559    | Kánon „Difficile lectu mihi“ F dur |
| 560    | Kánony „O du eselhafter Martin“ – „O du eselhafter Peierl“ F dur                                                                                      |
| 561    | Kánon „Bona nox, bist a rechta Ox“ A dur |
| 562    | Kánon „Caro, bell' idol mio“ A dur |
| 85     | Miserere pro ATB a kontrabas A dur |
| 86     | Antifona pro SATB „Quaerite primum regnum Dei“ D dur                                                                                                  |
| 108    | Regina Coeli C dur |
| 127    | Regina Coeli B dur |
| 276    | Regina Coeli C dur |
| 141    | Te Deum C dur |
| 142    | Tantum ergo (nejisté) B dur |
| 20     | Moteto „God is our Refuge“ (Žalm 46:1) SATB g moll |
| 165    | Moteto pro soprán „Exsultate, jubilate“ |
| 618    | Moteto „Ave, verum corpus“ D dur |
| 193    | Dixit et Magnificat C dur |
| 197    | Tantum ergo (nejisté) |
| 223    | Ossana (úryvek) C dur |
| 273    | Graduale „Sancta Maria“ |
| 321    | Vesperae de Dominica C dur |
| 339    | Vesperae solemnes de confessore C dur |
| 33     | Kyrie pro SATB & Strings F dur |
| 221    | Kyrie C dur |
| 322    | Kyrie (část) Es dur |
| 323    | Kyrie (část) C dur |
| 340    | Kyrie (ztracené; nejisté) |
| 341    | Kyrie d moll |
| 324    | Hymnus „Salus infirmorum“ (pochybné) |
| 325    | Hymnus „Sancta Maria, ora pro nobis“ (pochybné) |
| 326    | Hymnus „Justum deduxit Dominus“ |
| 327    | Hymnus „Adoramus te“ (od Gaspariniho) |
| 343    | 2 německé chrámové písně: „O Gottes Lamm“, „Als aus Ägypten“, pro soprán a basso continuo                                                             |
| 35     | Opera (církevní singspiel) pro 3 soprány, 2 tenory, 2 flétny, 2 hoboje, 2 fagoty, 2 lesní rohy, trombóny, smyčce „Die Schuldigkeitdes ersten Gebotes“ |